# Drimia oliverorum
Drimia oliverorum är en sparrisväxtart som beskrevs av John Charles Manning. Drimia oliverorum ingår i släktet Drimia och familjen sparrisväxter. Inga underarter finns listade i Catalogue of Life.